# قيصوم عطري
القيصوم العطري (باللاتينية: Achillea ragantissima) نوع نباتي عشبي يتبع جنس القيصوم من الفصيلة النجمية.

## الوصف النباتي
عشبة معمرة يتراوح ارتفاعها بين 20 إلي 70 سم وفي بعض الأحيان تصل لأكثر من ذلك، الساق رفيعة مكسوة بشعيرات عطرية ذو رائحة ذكية، كما الأوراق ذي الملمس الصوفي خضراء فاتحة ونهي صغيرة مطاولة ومسننة، كل ساق تنتهي بنورات من الأزهار صفراء اللون ذي ملمس صوفي أيضا